# Richard Shryock
Richard Harrison Shryock (Filadélfia, 29 de março de 1893 — 1 de fevereiro de 1972) foi um historiador da medicina estadunidense.

## Publicações selecionadas
- The Development of Modern Medicine. An Interpretation of the social and scientific Factors involved, 1936
- American Medical Research. Past and Present, 1945
- Die Entwicklung der modernen Medizin in ihrem Zusammenhang mit dem sozialen Aufbau und den Naturwissenschaften, von Richard Harrison Shryock und Paul Diepgen, Enke Verlag, Stuttgart 1947 (broschiert)
- Henry E. Sigerist: His Influence upon Medical History in the United States. Bulletin of the History of Medicine 22, 1948: 19-24.
- Dr. Welch and Medical History. Bulletin of the History of Medicine 24, 1950: 325-332.
- The Unique Influence of the Johns Hopkins University on American Medicine. Copenhagen 1953, Ejnar Munksgaard.
- The History of Nursing. An Interpretation of the social and medical Factors involved, 1959 *Medicine and Society in America, 1660–1860, 1960
- Empirism versus Rationalism in American Medicine, 1650–1950, 1969
- National Tuberculosis Association, 1904-1954: A Study of the Voluntary Health Movement in the United States. Ayer Publishing, 1988